# Haplophthalmus africanus
Haplophthalmus africanus is een pissebed uit de familie Trichoniscidae. De wetenschappelijke naam van de soort is voor het eerst geldig gepubliceerd in 1959 door Vandel.